# ناحیه دلاور، میشیگان
ناحیه دلاور (به انگلیسی: Delaware Township) یک منطقهٔ مسکونی در ایالات متحده آمریکا است که در شهرستان سانیلاک واقع شده‌است.
 ناحیه دلاور ۱۲۰٫۶ کیلومتر مربع مساحت و ۹۳۰ نفر جمعیت دارد و ۲۲۵ متر بالاتر از سطح دریا واقع شده‌است.